# Bogovići (Bośnia i Hercegowina)
Bogovići (cyr. Боговићи) – wieś w Bośni i Hercegowinie, w Republice Serbskiej, w mieście Sarajewo Wschodnie, w gminie Pale. W 2013 roku liczyła 46 mieszkańców.